# والورده
والورده (به اسپانیایی: Valverde) یک دهستان در اسپانیا است که در جزایر قناری واقع شده‌است. والورده ۱۰۳٫۶۵ کیلومتر مربع مساحت و ۵٬۰۴۸ نفر جمعیت دارد و ۵۷۱ متر بالاتر از سطح دریا واقع شده‌است.
این سرزمین در شمال شرقی جزیره ال هیرو قرار دارد.شهری به همین نام در این سرزمین وجود دارد که مرکز جزیره است.

## خواهرخوانده
شهر آرافو خواهرخواندهٔ والورده هست.